# Aleksandr Sergeevič Ščerbakov
Aleksandr Sergeevič Ščerbakov (in russo Александр Сергеевич Щербаков?; Ruza, 10 ottobre 1901 – Mosca, 10 maggio 1945) è stato un politico e generale sovietico.

## Biografia
Guardia rossa durante il periodo rivoluzionario, fu membro del Partito Comunista Russo (bolscevico) dal 1918. Operò fino al 1924 nel Komsomol e tra il 1921 e il 1924 si formò all'Accademia Comunista "Sverdlov", mentre successivamente ebbe ruoli dirigenziali nel partito a Nižnij Novgorod e poi, dopo aver studiato tra il 1930 e il 1932 presso l'Istituto dei "Professori rossi", a livello centrale. Nella seconda metà del decennio fu Primo segretario di vari comitati regionali del partito in Siberia, nella RSS Ucraina e dal 1938 del Comitato regionale di Mosca. Dal 1939 fu poi membro del Comitato Centrale e dell'Orgburo del PCU(b), e dal 1941 divenne candidato membro del Politburo, Segretario del Comitato Centrale e commissario militare della RSS Kazaka. Nel 1942, con i gradi di tenente generale e poi di colonnello generale, divenne capo della Direzione politica dell'Armata Rossa, e tra il 1942 e il 1943 fu vicecommissario del popolo alla difesa dell'URSS.